# Ommata paradisiaca
Ommata paradisiaca là một loài bọ cánh cứng trong họ Cerambycidae.